# ليمان جيلمور
ليمان جيلمور (بالإنجليزية: Lyman Wiswell Gilmore, Jr.)‏ هو مخترِع أمريكي، ولد في 11 يونيو 1874، وتوفي في 18 فبراير 1951 في نيفادا سيتي في الولايات المتحدة.